# Хришовце
Хришовце (слч. Hrišovce) насељено је мјесто са административним статусом сеоске општине (слч. obec) у округу Гелњица, у Кошичком крају, Словачка Република.

## Становништво
| Година:    | 1994. | 2004.   | 2014.   | 2024.   |
| ---------- | ----- | ------- | ------- | ------- |
| Број људи: | 324   | 310     | 320     | 280     |
| Разлика:   |       | -4,32 % | +3,22 % | -12,5 % |

| Година:    | 2023. | 2024.   |
| ---------- | ----- | ------- |
| Број људи: | 275   | 280     |
| Разлика:   |       | +1,81 % |

Према подацима о броју становника из 2011. године насеље је имало 307 становника.